# Eduardo Dias (escritor português)
Eduardo Dias (29 de junho de 1888 - ? de outubro de 1949) foi um escritor português da primeira metade do século XX que viveu muitos anos no Rio de Janeiro. Foi secretário, desde 1918, data da sua fundação, do Banco Português do Brasil e, desde 1924, seu director. Foi igualmente director da Associação Comercial. Na mesma cidade fundou e dirigiu a Obra de Assistência aos Portugueses Desamparados. Por designação da Embaixada Portuguesa e do  Conselho Superior da Colónia Portuguesa foi-lhe atribuída, no Rio de Janeiro, a função de orador oficial nas recepções dos aviadores Gago Coutinho, Sacadura Cabral, Ramon Franco, bem como da recepção no Gabinete Português de Leitura do Presidente da República António José de Almeida.

## Vida
Eduardo Dias foi amigo pessoal dos escritores António Rodrigues Cavalheiro (1902-1984), (com quem colaborou na escrita), João de Barros (1881-1960), de Carlos Malheiro Dias (1875-1941), e José Pedro Machado (1914-2005), do político António Ferro (1875-1956), do historiador Hernâni Cidade (1887-1975), bem como do político e historiador brasileiro José Carlos de Macedo Soares (1883-1968).
Viajou pela Europa e grande parte da América, assim como na antiga Índia holandesa, e Egipto, para fazer o estudo das civilizações e línguas orientais. Teve uma vasta colaboração na imprensa portuguesa e brasileira. Foi agraciado pelo Presidente da República António José de Almeida com o grau de Cavaleiro da Ordem de Cristo.
Eduardo Dias tinha por irmãos Hermenegildo Dias (que viveu grande parte da sua vida no Recife), e Idalina Dias. O escritor teve um primeiro casamento com Evangelina Dias, do qual nasceu a sua única filha Maria Eduarda Dias (n. 1920- m. ?), (ou Maria Eduarda Monteiro Dias de Almeida), escritora que teve um programa radiofónico no Brasil, para a comunidade portuguesa, intitulado "Pátria Distante" . Maria Eduarda teve uma filha de nome Maria Efigénia (n. 1938), única neta do escritor. Eduardo Dias casou em segundas núpcias (depois de 1936) com Hermine Bootz Dias (n. ? - m. 1991), (também conhecida por Suzy Dias), de ascendência alemã, da qual não teve descendência.

## Obra de Eduardo Dias
- Cores do Mundo (1936).

- Árabes e Muçulmanos: As Leis e as Hostes de Mafoma (Vol. 1), (1940).

- Árabes e Muçulmanos: A Invasão da Hispânia e os aspecto cultural do Islamismo (Vol. 2), (1940).

- Árabes e Muçulmanos: Greis Sarracenas e o Islão Contemporâneo (Vol. 3), (1940).

- Antar o Cavaleiro-Mor: Romance Epopeia da velha Arábia (1941).

- O Coelho Matreiro: Fábulas Orientais (1941).

- Vingança do Colibri (1941).

- Um Violino Fala (prefácio e adaptação das Memórias do violinista Jacques Thibaud), (1941).

- Harém: Contos e Ditos Muçulmanos (1942).

- A Rainha das Abelhas e outros contos (1942).

- O Islão na India (1942).

- O Anel Mágico e outros contos (1943).

- As Mil e Uma Noites (col.), (1943-1944), 6 volumes, [várias edições].

- Argonautas da Mancha: História de Grandes Exploradores e Corsários Britânicos (1944), 3 volumes.

- Memórias de Forasteiros: Aquém e Além-Mar: Portugal, África e Índia séculos XII-XVI (1945), (Vol. 1), (em co-autoria com o escritor Rodrigues Cavalheiro).

- Memórias de Forasteiros: Aquém e Além-Mar: Brasil séculos XVI-XVIII (1945), (Vol. 2).

- Memórias de Forasteiros: Aquém e Além-Mar: Brasil século XIX (1946), (Vol. 3).

- Um Problema: O Islamismo e a sua Penetração na África Negra (1947), (separata do Rumo, n.º 6, pp. 222-243).

- No Princípio do Mundo (1948).

- A Terra de Vera Cruz na Era de Quinhentos (1949).